# L'Illusion comique (téléfilm)
Vous lisez un « bon article » labellisé en 2012.
Pour l’article homonyme, voir L'Illusion comique.
Pour plus de détails, voir Fiche technique et Distribution.
L'Illusion comique est un téléfilm français réalisé par Mathieu Amalric et diffusé le 17 décembre 2010 sur France 2. Adaptation très libre de la pièce L'Illusion comique de Corneille dans sa version créée en 1636, cette œuvre, qui n'est pas une captation, s'est faite avec les acteurs de la Comédie-Française, institution commanditaire de l'œuvre, mais dans une mise en scène originale conçue par Mathieu Amalric, et différente de celle de Galin Stoev jouée au Français à partir de décembre 2008, en partie de manière concomitante.
Ce téléfilm, en raison de son originalité formelle, reçoit de multiples sélections officielles dans de nombreux festivals de cinéma européens et américains au cours de la période 2011-2012. Dès lors, il prend peu à peu un statut cinématographique à part entière et reçoit un bon accueil critique en France comme à l'étranger.

## Synopsis
Sans nouvelle depuis près de huit ans de son fils qui a fui la maison adolescent, Pridamant reçoit au matin du 26 mai 2011 par l'intermédiaire d'une agence de détective privé une lettre l'invitant à rencontrer Alcandre, le concierge de l'hôtel du Louvre qui peut lui en donner. Utilisant une paire de clés en or comme code, il se présente à l'accueil de l'hôtel où Alcandre l'introduit dans la salle de surveillance vidéo de l'établissement. Là, ils visionnent ensemble les bandes magnétiques des dernières années où apparaît Clindor, devenu un jeune cadre dynamique et le secrétaire de Matamore, un producteur de jeux vidéo de guerre. Clindor est chargé par Matamore d'être son intermédiaire pour séduire Isabelle, la fille du riche Géronte, un homme d'affaires entouré d'inquiétants gardes du corps. Mais Isabelle est aussi l'amante, plutôt froide, d'Adraste qui lui est imposé par son père. Elle travaille avec Clindor pour négocier les contrats des jeux vidéo et semble avoir nourri une passion pour le jeune homme ombrageux et ne plus supporter physiquement Adraste dans son lit. Clindor joue double jeu et séduit Isabelle pour nouer un fructueux mariage mais reste de corps et de cœur amoureux de la pauvre Lyse, l'assistante de cette dernière. Se sentant trahie, Lyse conçoit un piège pour perdre son amant : elle contacte Géronte pour lui montrer la forfaiture de sa fille et invite Adraste à constater l'adultère. Clindor et Isabelle sont surpris ensemble sur les toits de l'hôtel alors qu'ils tentaient de sauver Matamore d'un pseudo-suicide ; pourchassé par les gardes du corps et Adraste, Clindor tue ce dernier avec le pistolet de Matamore. Emprisonné dans les caves de l'hôtel, Clindor se lamente de son sort en attendant la mort et Isabelle se désespère de son amant condamné en détruisant à coup de club et de haches la Jaguar XJ40 de son père. Lyse vient à cet instant lui offrir la possibilité de sauver Clindor en affirmant à Isabelle avoir séduit le geôlier et pouvoir le libérer à la condition de payer et de fuir. Isabelle accepte et offre son collier de perles pour paiement. Le marché conclu, Lyse organise la libération illicite de Clindor : devenue riche, elle part avec le geôlier et Clindor est contraint de s'enfuir avec Isabelle maintenant sans un sou.
Pridamant est stupéfait de ce qu'il a vu. Alcandre lui demande de patienter un peu et l'emmène au soir du 26 mai voir son fils tout en le prévenant du danger qu'il encoure et lui fournissant un revolver. Il découvre Clindor, dans la boite de nuit de l'hôtel, faisant des déclarations enflammées à une femme de dos qu'il prend pour Rosine, sa nouvelle maîtresse. S'agissant en fait d'Isabelle, ayant revêtu une perruque, il se trahit par là-même sur la nature de son amour pour elle et avoue son infidélité. Devant la peine d'Isabelle, il décide de rompre avec Rosine vers laquelle il se dirige. Pridamant est effondré par la vie que mène Clindor et utilise l'arme fournie par Alcandre pour tirer sur son fils. S'enfuyant dans les caves de l'hôtel, il décide de se tirer une balle dans la tête et découvre alors que les balles sont à blanc. La scène qu'il vient de voir n'était qu'une « illusion », celle du tournage d'un film dont Clindor et Isabelle étaient, dès le début, les acteurs.

« N’en croyez que vos yeux. »

— Alcandre
Sa charge terminée, Alcandre rentre au petit matin se coucher à l'hôtel où il écrit en guise de conclusion la lettre d'introduction et de dédicace que Corneille adresse à Mademoiselle M. F. D. R., pour la poster avec la cassette de « Clindor » à sa dédicataire.

## Fiche technique
|                                     |  |  |
| Pierre Corneille et Mathieu Amalric |  |  |

- Titre : L'Illusion comique
- Titre à l'international : The Screen Illusion
- Réalisateur : Mathieu Amalric (assisté d'Elsa Amiel)
- Scénario : d'après la pièce L'Illusion comique de Pierre Corneille adaptée par Mathieu Amalric
- Chef-opérateur : Isabelle Razavet
- Son : Olivier Mauvezin
- Décors : Hervé Dajon
- Costumes : Élisabeth Mehu
- Montage : Annette Dutertre et Séverin Favriau
- Musique originale : Martin Wheeler
- Producteurs délégués : Gilles Sandoz, Hugues Charbonneau, Pierre Thoretton
- Sociétés de production : Maïa Cinéma, Les Films de Pierre, la Comédie-Française et participation de France Télévision et du CNC
- Société de distribution du film : Le Pacte
- Date de diffusion : 17 décembre 2010 sur France 2
- Projection à la Comédie-Française : 11 et 26 février 2012[1],[2]
- Sortie du DVD : 3 décembre 2013[3]
- Durée : 77 minutes

## Distribution
- Alain Lenglet : Pridamant, père de Clindor
- Hervé Pierre : Alcandre, le concierge de l'hôtel
- Loïc Corbery : Clindor
- Denis Podalydès : Matamore
- Suliane Brahim : Isabelle, fille de Géronte
- Julie Sicard : Lyse, assistante d'Isabelle
- Adrien Gamba-Gontard : Adraste, courtisan d'Isabelle
- Muriel Mayette : Rosine
- Jean-Baptiste Malartre : Géronte
- Nicolas Wansycki : Le geôlier
- Cyril Hutteau : Le garde du corps
- John Sehil : Le barman

## Projet et réalisation du film

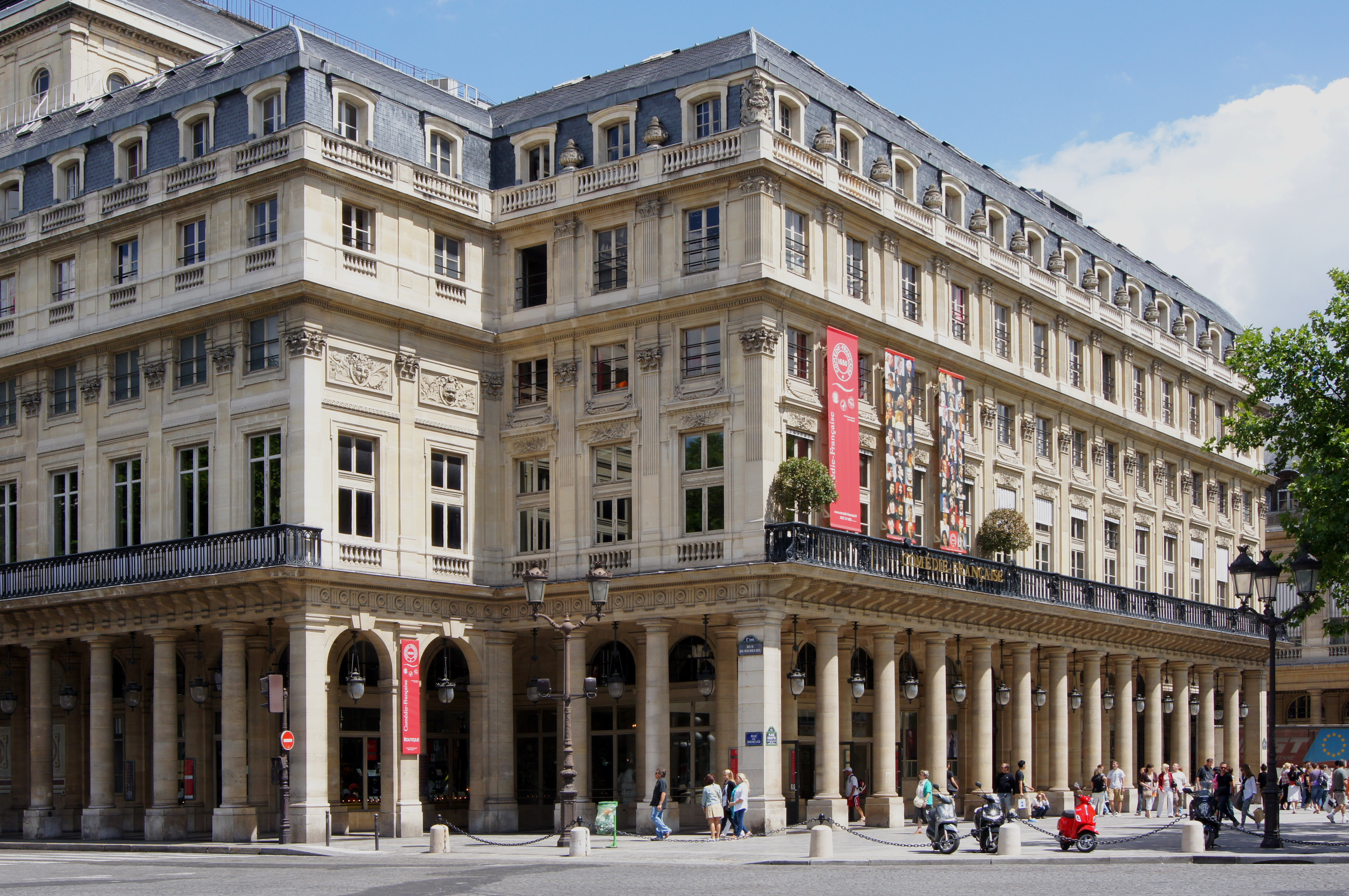
La Comédie-Française.

Après la réalisation de son précédent film, Tournée sorti en 2010, Mathieu Amalric se voit confier par Muriel Mayette, l'administratrice de la Comédie-Française, et France Télévision la captation télévisuelle de la pièce L'Illusion comique de Pierre Corneille dans le cadre d'une collection destinée à revisiter le répertoire classique de l'institution sous la caméra de réalisateurs singuliers incités à adapter librement les œuvres présentées au cours de la saison précédente au Français,. Parmi les pièces possibles qui lui sont proposées, Mathieu Amalric fait le choix de celle-ci en raison notamment des vers en alexandrins dont il veut « arracher le texte de la scène, sortir de la captation, inventer quelque chose qui ne peut être raconté qu'en cinéma » mais aussi car il considère que cette œuvre présente justement « une grammaire proche du cinéma, avec des flashbacks et flashforwards » et une grande « modernité des sentiments ».
Avant son travail sur cette pièce Mathieu Amalric n'a jamais travaillé au théâtre, ni comme acteur, ni comme metteur en scène, mais il a beaucoup évolué dans les coulisses de cet univers depuis son enfance grâce à sa mère qui était critique au Monde, dans sa jeunesse durant laquelle il cohabitait avec des amis comédiens préparant le conservatoire, puis adulte en vivant avec des actrices de théâtre. Le jeu, les textes classiques, et les contraintes du théâtre ne lui sont donc pas totalement étrangers. Pour réaliser ce projet, il décide avec les comédiens des représentations scéniques (le tournage s'est effectué en partie sur la même période que les représentations de la pièce mise en scène par Galin Stoev et devait se faire avec exactement la même distribution), de faire une tout autre adaptation, très libre et contemporaine, de la pièce créée dans sa première version en 1636. En dix jours, il écrit le scénario et trace les grandes lignes de la mise en scène dont il place l'action de nos jours dans hôtel du Louvre, situé place André-Malraux juste en face du Français. Ce choix répond à des contraintes pratiques pour réussir à moindre coût et en seulement douze jours à filmer avec un simple appareil Canon numérique l'ensemble de la pièce. Ce parti pris artistique de mise en scène lui est inspiré par le film Détective (1985) de Jean-Luc Godard qui avait déjà utilisé ce procédé de l'hôtel pour démultiplier les lieux des actions,,.

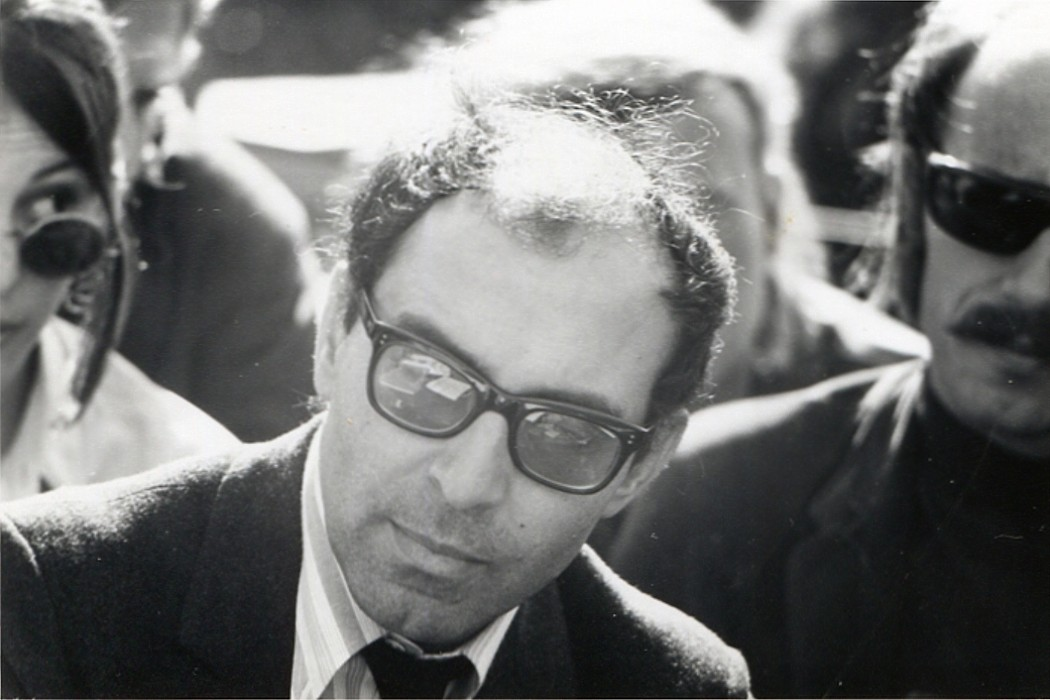
Détective de Jean-Luc Godard inspira Mathieu Amalric pour la mise en scène dans un hôtel.

Le format télévisuel impose à Mathieu Amalric de pratiquer d'importantes coupes claires dans les répliques — il ne subsiste que 500 des 1825 vers de la pièce, — pour tenir les durées imposées pour les téléfilms et pour crédibiliser l'action, mais l'ensemble des dialogues préservés sont parfaitement fidèles au texte,. Parmi ses choix de mise en scène, il décide par exemple de réduire grandement les dialogues de Pridamant, le père, insistant plutôt sur l'impression visuelle forte que lui inspire l'acteur Alain Lenglet auquel il donne des indications de jeu inspirées du personnage de Jef Costello dans Samouraï de Jean-Pierre Melville. Mais surtout, Amalric transpose les éléments fantastiques de la pièce, que sont la caverne du magicien et les trucages d'époque suggérés dans le texte, dans un contexte ultra-contemporain et hautement technologique. Alcandre devient le concierge de l'hôtel et son circuit vidéo interne, le truchement par lequel il fait voir les deux dernières années vécues par Clindor à son père ; les fausses batailles de Matamore sont transposées dans le développement, par ce dernier, du jeu vidéo Call of Duty: Modern Warfare 2 et un dîner d'affaires avec les producteurs japonais du jeu offrant en cadeau un katana ; l'acte final des « comédiens » est devenu le plateau de tournage d'un film dont Clindor et Isabelle sont les acteurs, trompant ainsi Pridamant. C'est dans cette scène seule que Mathieu Amalric prend une liberté avec l'intrigue et le dénouement en suscitant un faux-assassinat de Clindor par son père et la tentative de suicide de ce dernier après son pseudo-infanticide,,. Finalement, Corneille faisait l'hommage du théâtre dans une pièce de théâtre, en en donnant une représentation, ce qu'Amalric adapte à l'époque moderne par l'usage du film dans le film et de la vidéo comme moyen de voir le passé réalisant par ce procédé — déjà expérimenté sous une autre forme dans son film La Chose publique (2003) — une triple mise en abyme du thème de l'« illusion » développé dans la pièce.
Le tournage s'effectue au début du printemps 2010 avec seulement une équipe de dix personnes sur le plateau et le filmage est mené avec un simple appareil Canon EOS-1Ds Mark III muni de divers super-objectifs,. Mathieu Amalric choisit d'utiliser pour cadre du déroulement de la pièce les différents lieux, parfois insolites, que lui offre l'hôtel : chambres, couloirs et escaliers, bar, cuisines, divers sous-sols et parking, salle de vidéo-surveillance, toits de l'hôtel, dans lesquels les personnages sont le plus souvent en mouvement. Le réalisateur utilise les couleurs chaudes de la décoration de l'hôtel (jaunes, bruns, rouges) associées aux couleurs primaires des costumes (bleus, rouges, verts), renforcés de plus fréquemment par une saturation des tons. Très peu de scènes sont tournées en extérieur ; elles ont pour cadre la place de la Concorde et les quais de la Seine, ainsi qu'un pavillon de banlieue sur lequel s'ouvre le film. Grâce à la proximité de la Comédie-Française et de l'hôtel du Louvre, les comédiens peuvent passer plus de temps par jour pour jouer les scènes permettant ainsi de tenir le calendrier strict imparti pour l'ensemble du tournage. Le montage et le mixage sont réalisés en mai durant la période où Mathieu Amalric, qui présente son film Tournée et reçoit le prix de la mise en scène au Festival de Cannes, doit faire des allers-retours entre Paris et la Croisette.

## Diffusion télévisuelle et présentations festivalières

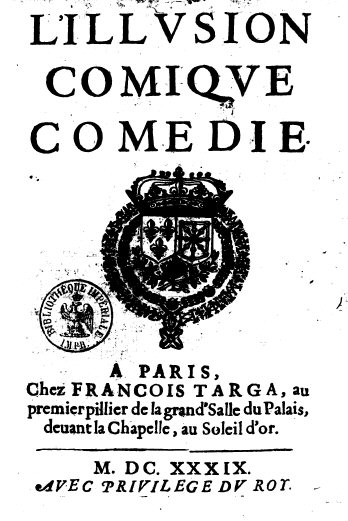
Édition de 1639 de L'Illusion comique.

Le téléfilm est diffusé pour la première fois à la télévision le 17 décembre 2010 sur France 2 en troisième partie de soirée où il réunit 350 000 spectateurs soit 2,4 % de part d'audience selon Médiamétrie.
L'Illusion comique débute ensuite une seconde carrière, uniquement à l'international sur grand écran, distribué par la société Le Pacte. Le film est présenté, souvent directement par Mathieu Amalric qui assure des présentations-débats avec le public, en sélection officielle lors notamment du 40e Festival international du film de Rotterdam le 31 janvier 2011,, lors du Festival international du film de São Paulo en octobre 2011, lors du 55e Festival du film de Londres les 19-20-22 octobre 2011, lors du Festival du film de Turin le 26 novembre 2011, lors du Festival international du film de Chicago les 7 et 8 octobre 2012 ainsi que dans le cadre de nombreux festivals locaux du film français à l'étranger (dont ceux du Walter Reade Theater du Lincoln Center de New York, du Festival international du film de Seattle, et du Musée des beaux-arts de Boston). L'Illusion comique est également programmée et projetée au « Théâtre éphémère » à la Comédie-Française les 11 et 26 février 2012.
Le 3 décembre 2013, le DVD du film paraît, sans supplément ni bonus, aux éditions Montparnasse qui publient l'intégralité des œuvres de la collection et des pièces de la Comédie-Française.

## Accueil critique

### En France
Benoît Rivière pour Les Inrocks juge que les choix de transposition sont « une réussite de l'adaptation d'Amalric » en notant qu'il « a su trouver un incroyable espace de liberté à partir de ces exigences ». Il souligne également le jeu de Suliane Brahim dans son rôle d'Isabelle. Le Point juge « cette adaptation parfaitement intelligente » avec une « légèreté de la caméra » aboutissant à un résultat qui « a la grâce ». 20 Minutes compare le résultat final « bien plus à un polar qu'à une captation théâtrale », sentiment partagé par d'autres critiques,. Enfin, Armelle Héliot dans Le Figaro écrit que l'adaptation d'Amalric conserve « l'alacrité » de la pièce, qu'il « ose des transpositions sidérantes » qui sont « gonflé[es] [mais] juste[s] », réalisant des « prouesses » de concision sur une pièce qu'il maitrise pleinement. Cette réception critique est en très net contraste avec la grande majorité des articles de presse parus sur la pièce dans sa mise en scène par Galin Stoev créée le 6 décembre 2008 dans la salle Richelieu au Français qui étaient particulièrement négatifs sur les choix du metteur en scène bulgare,,,.
En juin 2012, le film est choisi par Marie-Madeleine Mervant-Roux dans le cadre d'un dossier cinématographique de la revue Positif consacré à la thématique de « L'adaptation aujourd'hui » dans lequel la chercheuse analyse la réussite de l'exercice par Mathieu Amalric. Pour elle, le réalisateur, à l'instar de la mise en scène de Giorgio Strehler présentée en 1984 au théâtre de l'Odéon à Paris, parvient à transcrire la réelle illusion de la pièce voulue par Corneille, c'est-à-dire non pas tant les effets spéciaux de l'époque ou leurs versions contemporaines trouvées par Mathieu Amalric — artifices dans lesquels sont tombés de nombreux critiques selon elle —, mais le passage de la comédie au réel notamment au travers de la « régression vers une forme de théâtre psychodramatique et interactif de l'acte V » ainsi que la revendication de la place prééminente du dramaturge sur son œuvre (et de ses droits d'auteur) aux dépens de celle des comédiens.
Cette adaptation de L'Illusion comique au « rythme fiévreux et [l]a vision contemporaine » par Mathieu Amalric est, plusieurs années après sa réalisation, régulièrement citée comme un exemple de réussite intrinsèque mais aussi collaborative entre la Comédie-Française et les réalisateurs cinématographiques invités à transposer les œuvres du répertoire de l'institution.

### À l'international
Le film, malgré son tropisme de théâtre français classique en vers, est également très bien reçu dans la presse spécialisée anglo-saxonne qui le juge « vivement inventif » avec une « vision d'Amalric sur la pièce qui n'est jamais forcée », l'ensemble étant servi par un « parterre d'acteurs à leur meilleur » pour une « fusion parfaite du théâtre et du cinéma ». Un parallèle de cette œuvre est aussi fait avec le film Hamlet (2000) de Michael Almereyda — L'Illusion comique est même jugée « plus convaincante » dans sa forme par certains critiques — et avec le film Red Road (2006 ; Prix du Jury au Festival de Cannes 2006) d'Andrea Arnold pour la mise en abyme utilisant des caméras de surveillance démontrant « la fascination d'Amalric pour le langage visuel des films et le règne absolu de l'image » qui peut conduire à « de graves interprétations erronées ». Ces avis positifs sont partagés par le critique du magazine Variety qui qualifie l'adaptation de « formidable » et considère que les coupes réalisées par Amalric permettent de « rationaliser l'histoire rendant le récit facile à suivre sans pour autant simplifier les idées de Corneille, ». Il remarque tout particulièrement la qualité de traduction en anglais des sous-titres, jugement fréquemment partagé par la critique anglo-saxonne, qui respectent également les alexandrins sans tenter de reproduire les rimes et juge que ce « délicieux film pourrait facilement faire le saut vers les écrans d'art à travers le monde, » ; ce qu'il fera sur la période 2011-2012. Enfin, le critique de Time Out London juge que l'adaptation est un « concept original d'une étonnante et imaginative modernité ».
À ce cortège de critiques positives, et bien que qualifiant le film d'« inspiré et malin [...] parfaitement interprété par l'ensemble des acteurs », John Soltes considère qu'il « aurait pu être encore meilleur » en poussant encore plus loin l'adaptation à l'écran par un choix plus radical d'abandon du mode théâtral vers un mode plus cinématographique afin de « rentrer en résonance », regrettant que « l'expérience, bien que très appréciable, tourne court ». De même, celle du journal italien Il Sole 24 Ore, à l'occasion de la présentation du film à Turin, demeure circonspecte sur l'œuvre, jugeant cette « transposition d'une pièce du XVIIe siècle intéressante » mais le résultat « bloqué par les objectifs trop ambitieux d'[Amalric], incapable de dégager en douceur le contraste entre la réalité et la fiction qu'il a mis en scène, ».